# デーヴィッド・ハーバート・ローレンス
デーヴィッド・ハーバート・リチャーズ・ローレンス（David Herbert Richards Lawrence, 1885年9月11日 - 1930年3月2日）は、イギリスの小説家・詩人・評論家。
ノッティンガムシャー出身。1908年にノッティンガム大学を卒業した後、小学校の教員となり、1911年に小説を出している。1912年から1914年にかけてドイツに渡り、1914年イギリスに帰国後結婚した。『息子と恋人』（1913年）、『虹』（1915年）、『チャタレー夫人の恋人』（1928年）など人間の性と恋愛に関する小説を発表したが、発禁処分を受けたものもある。ローレンスの作品は性を大胆に描写し、また、近代文明が人間生活にもたらす悪影響を主題としているものが多い。易しくぶっきらぼうな言葉で書かれているのが特徴である。
日本では第一次世界大戦後の1920年代頃に注目されはじめ、ローレンスが死んだ1930年代には阿部知二、伊藤整、西脇順三郎らによって広く紹介されるようになった。なお第二次世界大戦後に、伊藤整が訳したローレンス『チャタレイ夫人の恋人』はわいせつだとして罪を問われたチャタレー事件が起きた。

## 生涯

### 若き日
デーヴィッド・ハーバート・ローレンスは、炭鉱夫の父アーサー・ジョン・ローレンス（Arthur John Lawrence）と教師だった母リディア（Lydia (née Beardsall)）の第4子（3男）として出生。幼い頃はノッティンガムシャー州ブロックストウ地区イーストウッド (Eastwood) の炭鉱町で過ごした。ローレンスの生まれたイーストウッド8a Victoria Streetは、今日博物館になっている。労働者階級の家庭に育ち、炭鉱夫の組長である父アーサーと教養のある母リディアの仲が必ずしも良く無かったことが、彼の初期の作品に大きな影響を与えている。美しい田園風景と汚れた炭鉱町をモチーフとした風景は、彼の小説の中にも数多く登場している。ローレンスはこの風景を回想し「私の心のふるさと（the country of my heart）」と述べている。
若きローレンスは、1891年から1898年の間、ビューバル公立小学校（現在はローレンスを記念し「グリズリー・ビューバル・D・H・ローレンス小学校と改名されている）で学び、初となる州会 (County council) 奨学金を獲得、州都ノッティンガム近郊のノッティンガム高校に入学する。現在この地にはローレンスの名がつけられた高校の寮がある。1901年に卒業するとヘイウッド医療器具会社の事務員となったが、肺炎を発症して3か月で辞めた。彼は療養のため近くのハッグス農場を訪れ、そこの娘のジェシー・チェインバーズと友好を持った。ジェシーや他の10代の友人は皆読書好きであり、それ以降ローレンスは生涯にわたって文学を愛するようになった。1902年から1906年の間はイーストウッドのブリティッシュスクール（小学校）で代用教員を勤めた。その後ノッティンガム大学で2年間学んで教職の資格を取り、ロンドン南郊の小学校に勤めた。教職の傍ら、詩、短編、小説『リティシア』の草稿などを作っている。1907年の暮れにノッティンガム・ガーディアン社の短編小説コンテストに応募して入賞。

### 母の死と駆け落ち
1908年の秋、ローレンスはロンドンに移り住み、ロンドン南部クロイドン (Croydon) のデービットソン・ロードスクールで教鞭を取る傍ら、執筆を続けた。いくつかの詩はジェシー・チェインバーズに送られている。やがて彼の作品はThe English Reviewの編集者フォード・マドックス・ヘファー（後にフォード姓,  (Ford Madox Ford) ）の目に留まるようになった。ヘファーはローレンスに作品を依頼し、『菊の香り』 (Odour of Chrysanthemums) が執筆された。それがロンドンの出版社ハイネマン (Heinemann (book publisher)) の注目を引き、さらなる作品が作られることになった。ローレンスの収入は執筆の方が主となっていったが、その後も数年教職を続けている。
『白孔雀』 (The White Peacock) を脱稿して間もない1910年にルーイ・バロウズと婚約するが、その後すぐに母が病没。愛する母を失ったローレンスはその後数か月立ち直れなかった。この出来事は彼の重要な転機となっており、その様子が後の1913年の小説『息子たちと恋人たち』 (Sons and Lovers) でも描写されている。1911年、出版会の大物エドワード・ガーネット (Edward Garnett) とその息子デービット (David Garnett) と親交を結んでいる。肺炎が再発し、翌1912年にルーイ・バロウズとの婚約を解消する。
1912年3月、ローレンスは就職相談で旧師アーネスト・ウィークリー (Ernest Weekley) を訪ね、彼の妻フリーダ (Frieda von Richthofen) と3人の子供と出会う。ローレンスはフリーダとミュンヘンへと駆け落ちする。そこでイギリスのスパイと疑われて逮捕、告発されたため、アルプス山脈を超えてイタリアにわたった。1913年には子供に会いたいと言うフリーダとともにイギリスに戻り、しばらく過ごしている。この際にジョン・ミドルトン・マリー、キャサリン・マンスフィールドらと知り合う。その後イタリアに戻り、ラ・スペツィアに住む。1914年、この地で『虹』 (The Rainbow) と『恋する女たち』 (Women in Love) を執筆する。フリーダは夫アーネストと離婚し、1914年6月13日にローレンスと再婚する。1915年9月に『虹』を出版するが、11月に猥褻だとして発禁処分を受ける。その後、コーンウォールに移る。1917年10月、スパイ容疑でコーンウォールから立ち退きを命じられ、バークシャーに移る。1918年にはダービーシャーに移る。1919年、イギリスを離れてイタリアに向かう。この頃には英文学作家として世間に広く知られるようになる。

### メキシコ旅行と晩年
ローレンスは、1922年2月に東周りでアメリカに向かい、東南アジアを経てオーストラリアでモリー・スキナー (Mollie Skinner) と出会う。9月にアメリカに到着し、マーベル・ルーハン (Mabel Dodge Luhan) と出会う。ローレンスはアメリカに2年間住み『アメリカ古典文学研究』 (Studies in Classic American Literature) を執筆、1923年にメキシコに向かう。1925年3月、マラリアと結核を併発する。命は取り留めたものの、療養のため同年ヨーロッパに戻る。1926年、イタリアのフィレンツェに住み、その地で『チャタレイ夫人の恋人』に着手、これが最後の長編となる。オルダス・ハクスリーと親交を結ぶ。

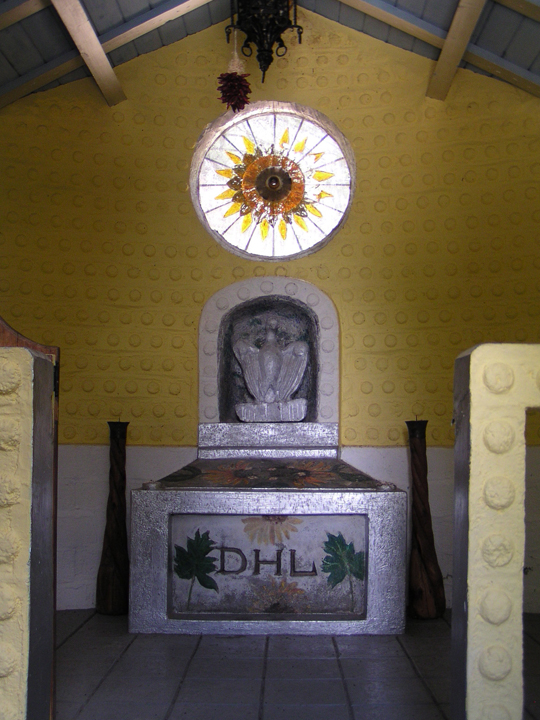
タオス近郊にある墓

1928年、『逃げた鶏』を執筆。油絵なども手がけている。この頃、ロンドン警視庁から嫌がらせを受けており、1929年中頃には部屋を荒らされている。1929年、聖書論『黙示録』を完成、その後フランスのサナトリウムに移り住む。1930年、妻フリーダらに看取られて死去。彼の遺灰はその後に再婚したフリーダの夫によってアメリカニューメキシコのタオスに納められた。

### 伝記
- Biography from the Literary Encyclopedia
- Detailed biography, chronology and other resources at The University of Nottingham
- Audio interview with Mark Kincaid-Weekes, concentrating on the middle years of Lawrence's life
- Fyne Times Gay Great - DH Lawrence

### 作品
- デーヴィッド・ハーバート・ローレンスの作品 （インターフェイスは英語）- プロジェクト・グーテンベルク
- Works by D H Lawrence at Project Gutenberg Australia
- Online editions of works, from eBooks@Adelaide
- D. H. Lawrence: Poems
- With the Guns, Lawrence's journalistic, and eerily prophetic, response to the start of the Great War
- Poetry Archive: 150 poems of D. H. Lawrence
- [http://www.newyorker.com/archive/2005/12/19/051219crbo_books "The Deep End," a biographical essay by en:Benjamin Kunkel in en:The New Yorker

### 評論
- "The Hostile Sun: The Poetry of D. H. Lawrence" by en:Joyce Carol Oates (1974)
- "Lawrence's Götterdämmerung: The Apocalyptic Vision of Women in Love" by Joyce Carol Oates (1978)
- "The Internal Travel Towards Jouissance" by Juliette Feyel
- "St Mawr: The Monk and the Beast" and "The Ending of Sons and Lovers" by Keith Sagar.
- The Prussian Officer and Other Stories 謎解きの魅力を持つ永遠の問題作（宮脇孝雄）

### その他
- D. H. Lawrence Museum and Heritage
- Illustrated history of Lawrence's life and death
- Frieda Lawrence Collection
- The paintings of D. H. Lawrence
- Online exhibition, 'A Literary Legacy: D H Lawrence at the University of Nottingham'
- D. H. Lawrence information and events website, endorsed by the University of Nottingham'
- Review of Michael Black's Lawrence's England: Thomas L. Jeffers, "Lawrence's Major Phase," Yale Review 90 (Summer 2002), 148-58.
- Review of John Worthen's biography of D. H. Lawrence, The Oxonian Review of Books
- "Mythic Patterns in 'The Plumed Serpent'" http://litscholar.net/plumed%20serpent/ThePlumedSerpent.htm
- "Memoirs of the Foreign Legion" https://gutenberg.net.au/ebooks03/0300711.txt
- Who’s Who in Gay and Lesbian History from Antiquity to World War II, Routledge; London, (2002), ISBN 0-415-15983-0

## 日本語訳一覧

### 長編
- 『侵入者』 - The Trespasser （1912年）
  - 『侵入者』 西村孝次訳、八潮出版社 1964年

- 『息子と恋人』 - Sons and Lovers （1913年）
  - 『息子と恋人』 三宅幾三郎、清野暢一郎訳、三笠書房〈ロレンス全集〉1936年。のち角川書店〈角川文庫〉
  - 『息子たちと恋人たち』本多顕彰訳、角川書店〈岩波文庫〉1939年‐1954年
  - 『息子と恋人』 吉田健一訳、小山書店〈ロレンス選集〉1950年。のち新潮社〈新潮文庫〉
  - 『息子と恋人』 伊藤整訳、河出書房新社〈世界文学全集〉 1960年
  - 「息子と恋人」『筑摩世界文学大系 69 (ロレンス)』 小野寺健訳、筑摩書房 1973年
    - 『息子と恋人』 小野寺健、武藤浩史訳、ちくま文庫 2016年

- 『虹』 - The Rainbow （1915年）
  - 『虹』 宮島新三郎、柳田泉訳、新潮社 1924年
  - 『虹』 中野好夫訳、小山書店〈ロレンス選集〉1951年、のち新潮社〈新潮文庫〉

- 『恋する女たち』 - Women in Love （1920年）
  - 『恋する女の群』 矢口達訳、天佑社 1923年
  - 『戀する女』 伊藤整、原百代訳、三笠書房〈世界長篇小説全集〉1936年
  - 『恋する女たち』 福田恆存訳、小山書店〈ロレンス選集〉1950‐51年。のち新潮社〈新潮文庫〉、「福田恆存翻訳全集」文藝春秋
  - 『恋する女たち』 中村佐喜子訳、角川書店〈角川文庫〉1964年
  - 『恋する女たち』 小川和夫訳、集英社〈世界文学全集〉1974年

- 『翼ある蛇』 - The Plumed Serpent （1926年）
  - 『翼ある蛇』 西村孝次訳、三笠書房 1936年、のち新潮社〈新潮文庫〉
  - 『翼のある蛇』 亀井常蔵、大石達馬訳、耕進社 1936年
  - 『翼ある蛇』 宮西豊逸訳、角川書店〈角川文庫〉1963年、復刊1990年

- 『ジョン・トマスとレイディ・ジェイン』大沢正佳訳、集英社〈現代の世界文学〉1975年
- 『不死鳥』吉村宏一 ほか訳 山口書店 1984‐86年
- 『王冠』市川仁訳 文化書房博文社 1986年
- 『カンガルー』丹羽良治訳 彩流社 1990年

### 短編集
- 『大尉の人形』小島徳弥訳 聚芳閣 1924年
- 『島を愛した男』宮西豊逸訳 健文社 1934年
- 『馬で去つた女』宮西豊逸訳 牛山堂 1935年
- 『恋の紋章』宮西豊逸訳 牛山堂 1935年
- 『処女とジプシー』木下常太郎訳 健文社 1935年 のち角川文庫
- 『処女とジプシー・太陽・盲人』山崎進訳 大阪教育図書 1973年
- 『処女とジプシー』壬生郁夫訳 彩流社 2003年
- 『新しいイヴと古いアダム』原百代訳 山本書店 1936年
- 『古いアダム』中西善弘訳 大阪教育図書 1991年
- 『死んだ男』織田正信訳 昌久書房 1936年
- 『死んだ男・てんたう虫』福田恆存訳 新潮文庫 1957年
- 『チロルの谷間 他三篇』織田正信訳 改造文庫 1937年
- 『ロレンス全集 第10巻 短編集』三笠書房 1937年
  - 「女とけもの」（伊藤整訳）、「大尉の人形」（永松定訳）、「狐」（高木秀夫訳）、「死んだ男」（飯島小平訳）
- 『アーロンの杖』十一谷義三郎・崎山正毅訳 「ロレンス全集 第7巻」 三笠書房 1937年
- 『アロンの杖』吉村宏一・北崎契縁訳 八潮出版社 1988年
- 『二羽の青い鳥』名原広三郎訳 三笠新書 1955年
- 『薔薇園に立つ影』岩倉具栄訳 三和書房 1955年
- 『乾草の中の恋』小倉多加志訳 日本服飾新聞社出版局 1956年
- 『英国よわが英国よ・白い靴下』村岡勇・日高八郎訳 英宝社 1957年
- 『裸の神様』岩倉具栄訳 三和書房 1957年、角川文庫 1959年
- 『ローレンス短篇集』岩倉具栄訳 新潮文庫 1957年
- 『ダフネ夫人の恋 てんとう虫』岩倉具栄訳 時事通信社 時事新書 1959年
- 『D.H.ロレンス短篇集』山本栄一郎・安川昱訳 青山書店 1966年
- 『ロレンス短篇集』羽矢謙一訳 八潮出版社 1976年
- 『ロレンス短編集』梅田昌志郎訳 旺文社文庫 1977年
- 『D・H・ロレンス名作集』鏡味国彦・野口肇共訳 文化書房博文社 1982年
- 『ロレンス短篇集』河野一郎編訳 岩波文庫 1986年
- 『ロレンス 短篇傑作集』奥村透訳 あぽろん社 1986年
- 『乾し草小屋の恋 ロレンス短篇集』西村孝次訳 福武文庫 1992年
- 『不倫』山田晶子訳 近代文芸社 1993年
- 『D.H.ロレンス名作集』内田深翠訳 文化書房博文社 1997年
- 『アルヴァイナの堕落』山田晶子訳 近代文芸社 1997年
- 『ロストガール』上村哲彦訳 彩流社 1997年
- 『狐・大尉の人形・てんとう虫』丹羽良治訳 彩流社 2000年
- 『新版 ロレンス短編集』上田和夫訳 新潮文庫 2000年
- 『D.H.ロレンス短篇全集』（全5巻） 西村孝次・鉄村春生・上村哲彦・戸田仁監訳 大阪教育図書 2003年‐2006年
- 『ロレンス短篇集』井上義夫編訳 ちくま文庫 2010年
- 『D.H.ロレンス幻視譚集』武藤浩史編訳 平凡社ライブラリー 2015年
- 『麗しき夫人 D.H.ロレンス短篇選』照屋佳男訳 中央公論新社 2018年

### 戯曲
- 『ダビデ D.H.ロレンスによる戯曲』吉江正雄訳 こびあん書房 1995年
- 『D.H.ロレンス戯曲集』白井俊隆 ほか訳 彩流社 1998年
- 『回転木馬 D.H.ロレンス戯曲』高橋克明訳 リーベル出版 2004年

### 詩集
- 『恋愛詩集』足立重訳 三笠書房 1936年
- 『愛の詩集』志賀勝訳 人文書院 1955年
- 『死の船 詩集』成田成寿訳 国文社 ピポー叢書 1955年
- 『愛と死の詩集』安藤一郎訳 角川文庫 1957年
- 『D.H.ロレンス詩集』 国文社（全6巻）
  - 第1・2巻 押韻詩集 田中清太郎訳 1960年‐1964年
  - 第3巻 どうだぼくらは生きぬいてきた! 上田保・海野厚志訳 1960年
  - 第4巻 鳥とけものと花 羽矢謙一・虎岩正純訳 1969年
  - 第5巻 三色すみれ・いらくさ 福田陸太郎・倉持三郎訳 1969年
  - 第6巻 最後詩集 成田成寿訳 1966年
- 『D.H.ロレンス詩集』上田和夫訳 彌生書房 世界の詩 1965年
- 『D.H.ロレンス詩集』佐竹竜照訳 文化書房博文社 1995年
- 『鳥と獣と花 Poems』松田幸雄訳 彩流社 2001年
- 『D.H.ロレンス全詩集 完全版』青木晴男、大平章、小田島恒志、戸田仁、橋本清一編訳 彩流社 2011年

### 評論
- 『黙示録論』
  - 『アポカリプス 黙示録』荒川龍彦・塘雅男訳 昭和書房 1934年
  - 『現代人は愛しうるか（アポカリプス論）』福田恆存訳 白水社 1951年
    - 筑摩書房〈筑摩叢書〉 1965年／中公文庫（改訳版） 1982年、「黙示録論」ちくま学芸文庫 2004年

  - 『黙示録論　ほか三篇　D・H・ロレンス評論集』井伊順彦訳、論創社 2019年
- 『アメリカ古典文学研究』
  - 『アメリカ古典文学研究』後藤昭次訳 表現社 1962年
  - 『アメリカ文学論』永松定訳 彌生書房 1974年
  - 『アメリカ古典文学研究 デモクラシー』酒本雅之訳 「アメリカ古典文庫 12 D.H.ロレンス」研究社出版 1974年
  - 『D・H・ロレンス紀行・評論選集4 アメリカ古典文学研究』野崎孝訳、南雲堂 1987年
  - 『アメリカ古典文学研究』大西直樹訳 講談社文芸文庫 1999年
- 『自意識と恋愛 無意識の狂想曲』小川和夫訳 芝書店 1936年
  - 『無意識の幻想』小川和夫訳 青木書店・文化叢書 1940年／南雲堂 1957年、改訂1978年ほか。完訳版
  - 『D・H・ロレンス紀行・評論選集5 精神分析と無意識　無意識の幻想』小川和夫訳 南雲堂 1987年
- 『恋愛論』伊藤整訳 健文社 1936年、『恋愛について』角川文庫 1970年
- 『チャタレイ夫人の恋人について・性の虚偽と真実』飯島淳秀訳 青木書店 1951年
- 『性・文学・検閲』福田恆存訳 新潮社 1956年。中村保男が下訳
- 『愛と生の倫理』羽矢謙一訳 南雲堂 1957年、改版1985年
- 『D.H.ロレンス文学論集』羽矢謙一訳 パトリア 1958年、慧文社 2005年
- 『ヨーロッパの塊まり』山本栄一郎・安川昱訳 全国書房 1967年
- 『ロレンスのヨーロッパ史』全2巻　増口充訳 葦書房・海鳥社 1985年‐1987年
  - 改題『D.H.ロレンスのヨーロッパ史のうねり』鳥影社 2000年
- 『D・H・ロレンス紀行・評論選集3 トマス・ハーディ研究、王冠』倉持三郎訳 南雲堂 1987年
- 『無意識の幻想』照屋佳男訳 中公文庫 2017年

### 紀行
- 『伊太利の薄明』外山定男訳 冨山房百科文庫 1939年
- 『メキシコの朝』伊藤整訳 育生社弘道閣 1942年。のち「世界文学全集 ロレンス」講談社 に収録
- 『エトルリアの遺跡』土方定一・杉浦勝郎訳 美術出版社〈美術選書〉 1973年
- 『ロレンス紀行全集』鈴木新一郎訳 不死鳥社 1979年
- 『メキシコの夜明け』古我正和訳 あぽろん社 1987年
- 『D・H・ロレンス紀行・評論選集1 イタリアの薄明』小川和夫訳 南雲堂 1987年
- 『D・H・ロレンス紀行・評論選集2 エトルリアの故地』奥井潔訳 南雲堂 1987年
- 『海とサルデーニャ 紀行・イタリアの島』武藤浩史訳 晶文社 1993年、オンデマンド版2007年。ちくま学芸文庫（改訂）2025年

### 書簡
- 『D.H.ロレンスの手紙』織田正信訳 紀伊國屋出版部 1934年
- 『愛と芸術の手紙』永松定訳 健文社 1936年
  - 『D.H.ロレンスの手紙』オールダス・ハックスレー編、伊藤整・永松定訳 彌生書房（上下） 1956年‐1957年、新版（全1巻）1971年
- 『ロレンス 愛の手紙』伊藤礼訳 筑摩叢書 1976年
- 『D.H.ロレンス書簡集』 松柏社 2005年-。10巻目まで刊（2024年現在）
  - 吉村宏一・田部井世志子・岩井学・北崎契縁・杉山泰・今泉晴子・霜鳥慶邦・横山三鶴・山本智弘ほか編訳
- 『ロレンス 愛と苦悩の手紙 ケンブリッジ版 D・H・ロレンス書簡集』 鷹書房弓プレス 2011年
  - ジェイムズ・T.ボールトン編、木村公一・倉田雅美・伊藤芳子編訳

### 絵画
- 『D.H.ロレンス絵画作品集』河野哲二編 創元社 2004年 - 図版解説（大著）
  - 『D.H.ロレンスの絵画』山口書店 1992年 - 旧版
- 『D.H.ロレンスの絵画と文学』河野哲二 創元社 2000年 - 各・研究
- 『D.H.ロレンスの絵画』河野哲二 彩流社 2024年

## 伝記
- R.オルディントン『天才の肖像 D.H.ロレンスの生涯と作品』西村孝次訳 大日本雄弁会講談社 1954年
- フリーダ・ロレンス『私ではなくて風が… D.H.ロレンス伝』二宮尊道訳 彌生書房 1966年、新版1984年
- T.スレイド『D.H.ロレンス その生涯と作品』山下主一郎訳 中央大学出版部 1975年
- ロベルト・ルーカス『チャタレー夫人の原像 D.H.ロレンスとその妻フリーダ』奥村透訳 講談社 1981年
- 中村佐喜子『ロレンスを愛した女たち』中央公論社 1983年、中公文庫 1993年
- 倉持三郎『D.H.ロレンス　人と思想』清水書院 Century books 1987年、新版2016年
- キース・セイガー『図説D.H.ロレンスの生涯』岩田昇・吉村宏一共訳 研究社出版 1989年
- 井上義夫『評伝D.H.ロレンス』小沢書店 1992年 - 1994年。全3巻：副題は順に「薄明のロレンス」「新しき天と地」「地霊の旅」
- ジョン・ワーゼン『若き日のD.H.ロレンス ケンブリッジ版評伝』木村公一・島村豊博・大八木敦彦訳 彩流社[10] 1997年
- 倉田雅美『ロレンス 人と文学』勉誠出版：世界の作家 2007年
- ジョン・ワーゼン『作家ロレンスは、こう生きた』中林正身訳 南雲堂 2015年